# Wolfsdak

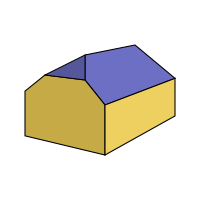
Schematische weergave van een wolfsdak

Een wolfsdak of wolfdak is een zadeldak, met twee afgeschuinde vlakken aan de korte zijden. Deze afgeschuinde vlakken worden ook wel wolfseinden of wolfeinden genoemd. De helling van deze uiteinden is vaak steiler dan die van de aangrenzende grote dakvlakken. Het werkwoord afwolven wat afschuinen van het einde van een zadeldak is, ligt hier aan ten grondslag.
Omdat de uiteinden van een wolfsdak in het oog vallen, werden deze vaak versierd met een piron.

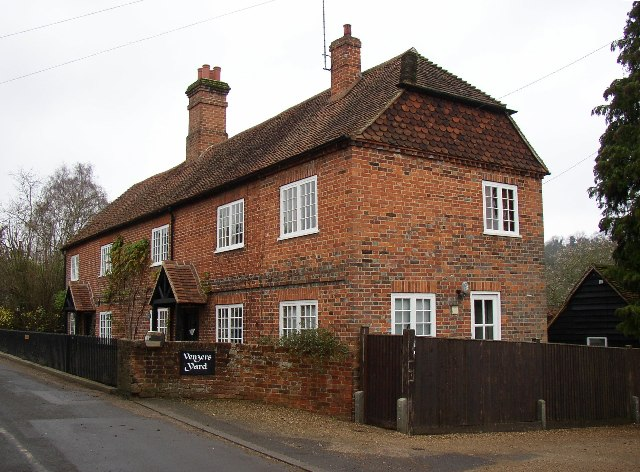
Voorbeeld van een wolfsdak
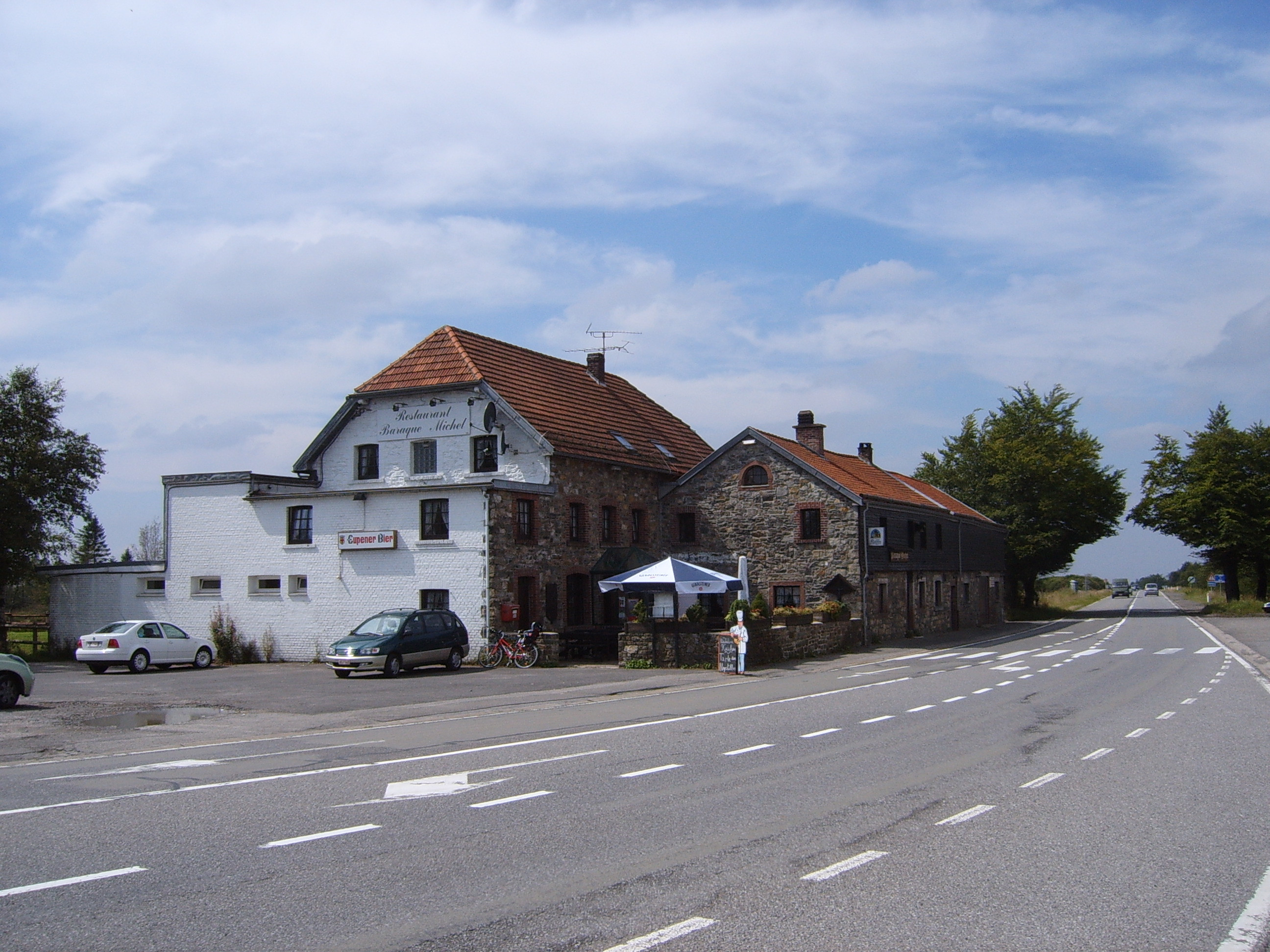
Wolfsdak op de Baraque Michel
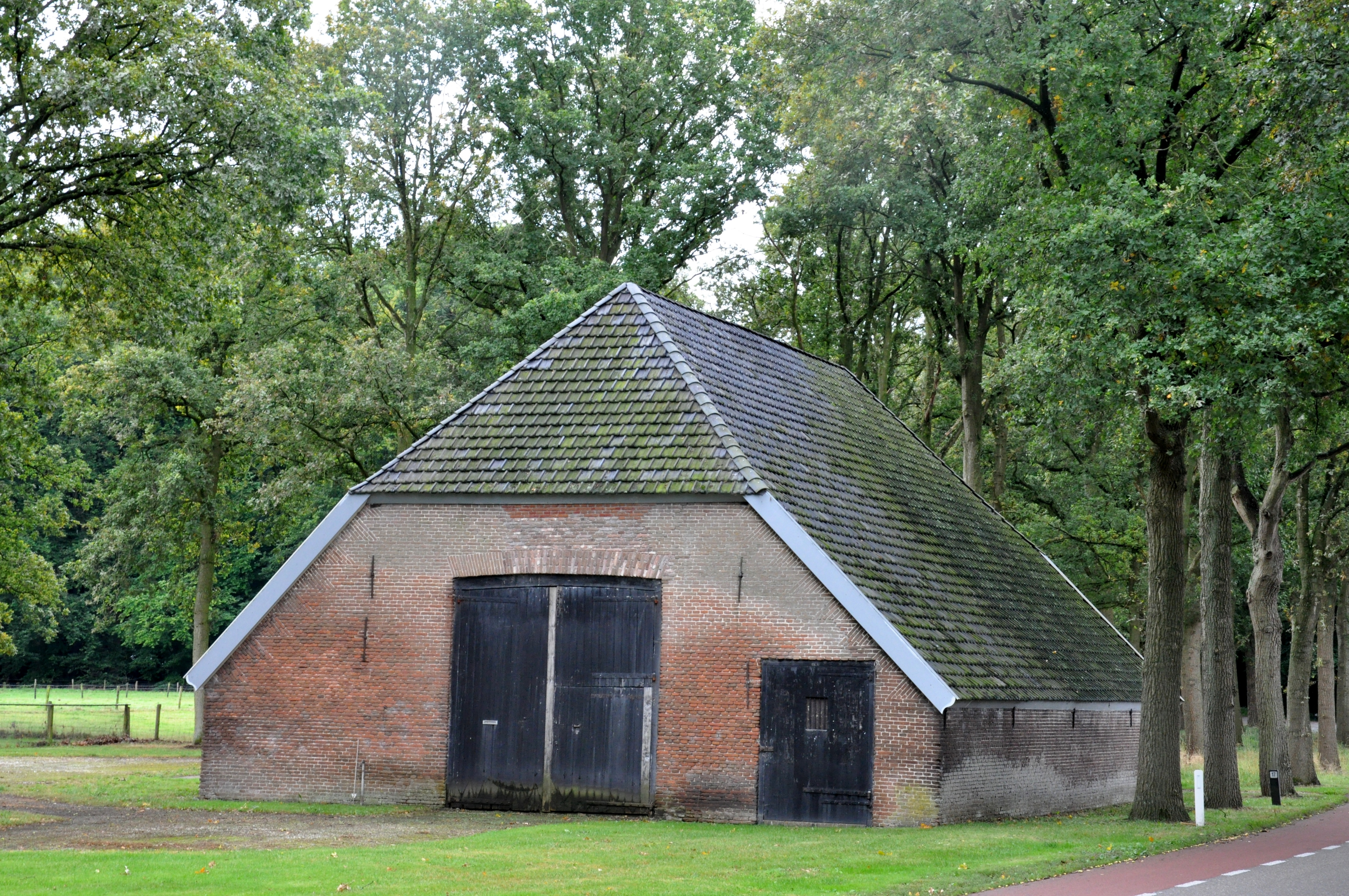
Wolfsdak op een schuur in Voorst